# Non è mai troppo tardi
Non è mai troppo tardi. Corso di istruzione popolare per il recupero dell'adulto analfabeta fu un programma televisivo italiano curato da Oreste Gasperini, Alberto Manzi e Carlo Piantoni e prodotto dalla Rai, in collaborazione con il ministero della pubblica istruzione, tra il 1960 e il 1968.
Andava in onda dal lunedì al venerdì, originariamente sul Nazionale e, successivamente, sul Secondo Programma.
La trasmissione, in onda dagli studi della Rai di Torino, era condotta dall'educatore Alberto Manzi con il fine d'insegnare lettura e scrittura agli italiani fuori età scolare ancora totalmente o parzialmente analfabeti. Si trattava di autentiche lezioni in classe in diretta televisiva durante le quali Manzi utilizzava moderne tecniche di insegnamento consistenti in filmati, supporti audio, dimostrazioni pratiche, nonché degli schizzi e dei bozzetti disegnati dallo stesso Manzi su una lavagna a grandi fogli.
La trasmissione è stata premiata a Tokyo, su indicazione dell’UNESCO, come una delle trasmissioni televisive più efficaci nella lotta contro l’analfabetismo.

## Storia
La trasmissione, promossa dalla Rai in collaborazione con il ministero dell'Istruzione, ebbe inizio il 15 novembre 1960 e venne mandata in onda nella fascia preserale, anche per permettere a chi lavorava di potervi assistere. Furono realizzate 484 puntate fino al 10 maggio 1968, anno in cui poté essere sospesa grazie all'aumento della frequenza alla scuola dell'obbligo.
Alcuni anni prima, nel 1958, era già stato creato un progetto pilota, che sarebbe durato sino al 1966, intitolato Telescuola, programma a carattere «sostitutivo», cioè diretto a consentire il completamento del ciclo di istruzione obbligatoria ai ragazzi residenti in località prive di scuole secondarie. Fu un progetto fortemente innovativo, con 4 milioni di ascolti giornalieri, che vide Enrico Accatino innovare la didattica dell'Educazione Artistica, promuovendo la docenza della storia dell'arte e dell'educazione all'immagine nella scuola dell'obbligo.
Non è mai troppo tardi ebbe un importante ruolo sociale ed educativo, contribuendo all'unificazione culturale della nazione tramite l'insegnamento della lingua italiana e abbassando notevolmente il tasso di analfabetismo, particolarmente elevato nell'Italia degli anni ‘60: pare che, grazie a queste lezioni a distanza, quasi un milione e mezzo di persone sia riuscito a conseguire la licenza elementare. Il progetto ebbe inoltre un grande successo internazionale, in quanto fu imitato da settantadue paesi.
Nel periodo 1990-1991 ci fu un remake della trasmissione su Rai 3, e alla conduzione fu scelto Gianni Ippoliti. I protagonisti della trasmissione erano le persone anziane.
Nel 2004 un programma di Rai Educational ha ripreso il titolo della trasmissione modificato in Non è mai troppo t@rdi usando il moderno simbolo della “chiocciola”, che anticipa l'argomento del programma: stavolta si parla di alfabetizzazione informatica.
Il 24 e 25 febbraio 2014 viene trasmessa in due puntate su Rai 1 una fiction prodotta dalla Rai e dedicata al programma, dal titolo Non è mai troppo tardi che racconta la vita dell'insegnante Alberto Manzi, interpretata da Claudio Santamaria, con le musiche di Stefano Lentini e la regia di Giacomo Campiotti.
A commento di questa fiction ed in controtendenza alle cifre Rai, il critico televisivo Aldo Grasso ridimensiona l'importanza della trasmissione sia per l'importanza nell'alfabetizzazione sia per le cifre dei diplomati.

## Nella cultura di massa
Il programma è citato nei brani Libera l'anima e Battiti di ali di farfalla di Jovanotti, È tardi di Caparezza e nell'omonimo brano di Federico Rossi, cantante e componente del gruppo Benji & Fede.

### Trasmissioni simili
- Vivere insieme (1962-1970), incentrato sulla famiglia
- Ascolta, si fa sera (dal 1970), incentrato sulla fede religiosa